# Razimie Ramlli
Muhammad Razimie bin Ramlli (ur. 6 kwietnia 1990 w Kampong Batang Mitus w dystrykcie Tutong)  – brunejski piłkarz grający na pozycji napastnika w klubie DPMM FC oraz reprezentacji Brunei. W przeszłości grał również w klubie MS ABDB, z którym czterokrotnie zdobył Brunei Super League. W kadrze Brunei zadebiutował 21 października 2016 w starciu z Laosem. W tym samym meczu zdobył swoją pierwszą bramkę w drużynie narodowej.